# Monmouth Beach
Monmouth Beach is een plaats (borough) in de Amerikaanse staat New Jersey, en valt bestuurlijk gezien onder Monmouth County.

## Demografie
Bij de volkstelling in 2000 werd het aantal inwoners vastgesteld op 3595.
In 2006 is het aantal inwoners door het United States Census Bureau geschat op 3574, een daling van 21 (-0.6%).

## Geografie
Volgens het United States Census Bureau beslaat de plaats een oppervlakte van
5,0 km², waarvan 2,8 km² land en 2,2 km² water.

## Plaatsen in de nabije omgeving
De onderstaande figuur toont nabijgelegen plaatsen in een straal van 8 km rond Monmouth Beach.

## Geboren in Monmouth Beach
- Ashley Tisdale (2 juli 1985), Amerikaans actrice, model en zangeres